# Udaipura
Udaipura é uma cidade e uma nagar panchayat no distrito de Raisen, no estado indiano de Madhya Pradesh.

## Geografia
Udaipura está localizada a 23° 05′ N, 78° 30′ L. Tem uma altitude média de 321 metros (1 053 pés).

## Demografia
Segundo o censo de 2001, Udaipura tinha uma população de 13 790 habitantes. Os indivíduos do sexo masculino constituem 54% da população e os do sexo feminino 46%. Udaipura tem uma taxa de literacia de 65%, superior à média nacional de 59,5%: a literacia no sexo masculino é de 72% e no sexo feminino é de 57%. Em Udaipura, 15% da população está abaixo dos 6 anos de idade.